# (19810) Partridge
(19810) Partridge est un astéroïde de la ceinture principale d'astéroïdes.

## Description
(19810) Partridge est un astéroïde de la ceinture principale d'astéroïdes. Il fut découvert le 24 septembre 2000 à Socorro (Nouveau-Mexique) par le projet LINEAR. Il présente une orbite caractérisée par un demi-grand axe de 3,08 UA, une excentricité de 0,01 et une inclinaison de 6,0° par rapport à l'écliptique.

## Compléments